# 36 Greatest Hits
36 Greatest Hits è una raccolta della band progressive rock inglese Jethro Tull, pubblicato nel 1998 solo negli Stati Uniti d'America.

## Tracce

### Disco 1
1. Aqualung (1971) - 6:35
2. Cross-Eyed Mary (1971) - 4:07
3. Hymn 43 (1971) - 3:15
4. Locomotive Breath (1971) - 4:23
5. A New Day Yesterday (1969) - 4:07
6. Glory Row (1977) - 3:30
7. To Cry You a Song (1969) - 6:09
8. Teacher (1969) - 3:58
9. Nothing is Easy (1969) - 4:21
10. Rock Island (1989) - 6:54
11. Saboteur (1984) - 3:27
12. John Barleycorn (1998) - 6:34

### Disco 2
1. Thick as a Brick (Edit #4) (1972) - 3:23
2. WarChild (1974) - 4:29
3. Skating Away on the Thin Ice of the New Day (1974) - 3:55
4. A Passion Play (Edit #8) (1973) - 3:26
5. Fat Man (1969) - 2:49
6. Rainbow Blues (1976) - 3:35
7. Minstrel in the Gallery (1975) - 8:09
8. Requiem (1975) - 3:41
9. Nursie (1972) - 1:35
10. Broadsword (1982) - 4:57
11. Coronach (1988) - 3:48
12. Roll Yer Own (1991) - 4:26

### Disco 3
1. Bungle In The Jungle (1974) - 3:36
2. Living In The Past (1972) - 3:19
3. Too Old to Rock 'N' Roll: Too Young to Die (1976) - 5:37
4. Songs From The Wood (1977)  - 4:52
5. The Whistler (1977) - 3:30
6. Stormy Monday Blues (1988) - 4:04
7. I'm Your Gun (1988) - 3:21
8. Crossword (1988) - 3:34
9. Under Wraps #1 (1984) - 4:01
10. Black Sunday (1980) - 6:34
11. Heavy Horses (1978)  - 8:53
12. Grace (1975) - 0:35

## Formazione

### Disco 1
- Ian Anderson - flauti, balalaica, armonica, mandolino, organo Hammond, chitarra acustica, voce (tutte le tracce)
- Martin Barre - chitarra (tutte le tracce)
- Clive Bunker - batteria, glockenspiel, percussioni (tracce 1 - 5, 7 - 9)
- Glenn Cornick basso, organo Hammond (tracce 5, 7 - 9)
- John Evan - celesta, pianoforte (tracce 1 - 4, 6 - 8)
- Jeffrey Hammond - basso, controvoce (tracce 1 - 4, 6)
- Barriemore Barlow - batteria (traccia 6)
- Dave Pegg - basso, basso acustico, mandolino (tracce 10 - 12)
- Doane Perry - batteria (tracce 10, 11)
- Peter-John Vettese - tastiere (traccia 11)
- Dave Mattacks - rullante, grancassa, charleston, piatti, glockenspiel, percussioni, tastiere (tacce 10 - 12)

### Disco 2
- Ian Anderson - flauti, balalaica, mandolino, organo Hammond, chitarra acustica, voce (tutte le tracce)
- Martin Barre - chitarra elettrica, liuto (tutte le tracce eccetto la 9)
- Clive Bunker - batteria, glockenspiel, percussioni (traccia 5)
- Glenn Cornick - basso, organo Hammond (traccia 6)
- John Evan - celesta, pianoforte, organo (tracce 1 - 4, 6 - 8)
- Jeffrey Hammond - basso, controvoce, parlato (tracce 1 - 4, 6 - 8)
- Barriemore Barlow - batteria, percussioni, timpani (tracce 1 - 4, 6 - 8)
- Dee Palmer - arrangiamento orchestrale, direzione (tracce 2 - 4, 7 - 8, 11)
- Dave Pegg - basso, basso acoustico, mandolino (tracce 10 - 12)
- Peter-John Vettese - pianoforte, sintetizzatore, voce, materiale musicale addizionale (traccia 10)
- Gerry Conway - batteria, percussioni (tracce 10, 11)
- Doane Perry - batteria (traccia 12)

### Disco 3

#### Gruppo
- Ian Anderson - flauti, balalaica, mandolino, organo Hammond, chitarra acustica, voce (tutte le tracce)
- Martin Barre - chitarra elettrica (tutte le tracce eccetto la 6)
- Clive Bunker - batteria, glockenspiel, percussioni (tracce 2, 6)
- Glenn Cornick - basso, organo Hammond (tracce 2, 6)
- John Evan - celesta, pianoforte (tracce 1, 2, 4, 5, 11, 12)
- Jeffrey Hammond - basso, controvoce (tracce 1, 12)
- Barriemore Barlow - batteria (tracce 1, 3, 4, 5, 8, 11, 12)
- John Glascock - basso, voce (tracce 3 - 5, 8, 11)
- David Palmer - arrangiamento orchestrale, direzione (tracce 3 - 5, 8, 11, 12)
- Mick Abrahams - chitarra elettrica (traccia 6)
- Dave Pegg - basso (tracce 7, 9, 10)
- Gerry Conway - batteria (traccia 7)
- Peter-John Vettese - tastiere (traccia 9)
- Doane Perry - batteria (traccia 9)
- Mark Craney - batteria (traccia 10)

#### Altri musicisti
- Lou Toby - direzione, arrangiamento archi (traccia 2)
- Maddy Prior - controvoce  (traccia 3)
- Eddie Jobson - tastiere, violino elettrico (traccia 10)
- Darryl Way - violino (traccia 11)